# Myiarchus ferox
A Myiarchus ferox a madarak osztályának a verébalakúak (Passeriformes) rendjébe, a királygébicsfélék (Tyrannidae) családjába tartozó faj.

## Rendszerezése
A fajt Johann Friedrich Gmelin német természettudós írta le 1789-ben, a Muscicapa nembe Muscicapa ferox néven.

## Alfajai
- Myiarchus ferox australis Hellmayr, 1927
- Myiarchus ferox brunnescens Zimmer & W. H. Phelps, 1946
- Myiarchus ferox ferox (Gmelin, 1789)[2]

## Előfordulása
Dél-Amerika nagyobb részén, Argentína, Bolívia, Brazília, Kolumbia, Ecuador, Francia Guyana, Guyana, Paraguay, Peru, Suriname, Uruguay és Venezuela területén honos. Természetes élőhelyei a szubtrópusi és trópusi síkvidéki esőerdők, mocsári erdők és szavannák, folyók és patakok környékén, valamint termőföldek, legelők és másodlagos erdők. Állandó, nem vonuló faj.

## Megjelenése
Testhossza 18 centiméter, testtömege 21-33 gramm.

## Életmódja
Repülő rovarokkal táplálkozik.

## Természetvédelmi helyzete
Az elterjedési területe rendkívül nagy, egyedszáma pedig stabil. A Természetvédelmi Világszövetség Vörös listáján nem fenyegetett fajként szerepel.